# Walther Arndt
Walther Arndt (* 8. Januar 1891 in Landeshut, Niederschlesien; † 26. Juni 1944 in Brandenburg an der Havel; Schreibweise auch Walter) war ein deutscher Zoologe und Mediziner.

## Leben

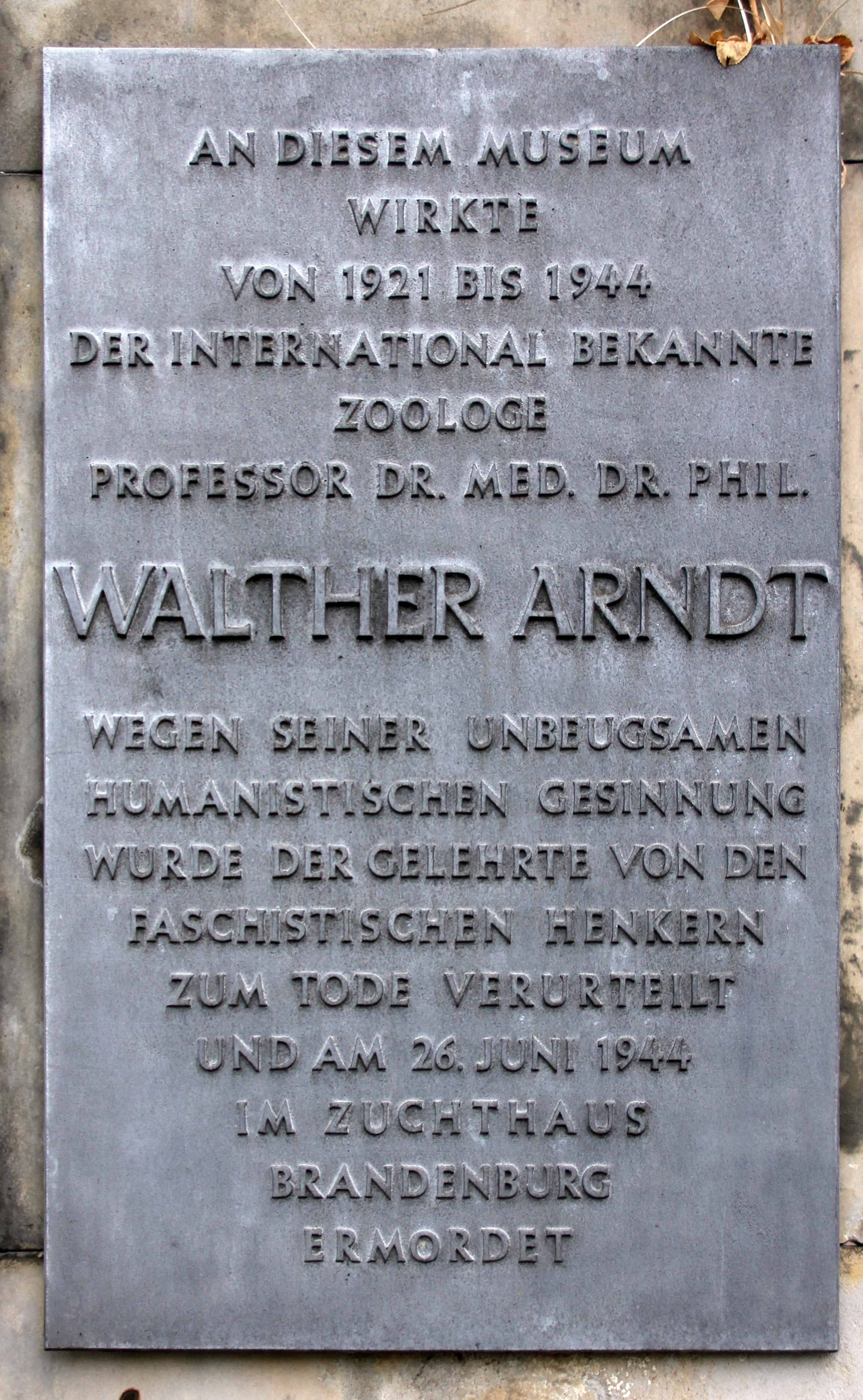
Gedenktafel am Haus, Invalidenstraße 43, in Berlin-Mitte

Sein Vater war der an Zoologie und Botanik interessierte Veterinärrat Fedor Arndt, der von 1890 bis zu seiner Pensionierung 1928 in Landeshut den städtischen Schlachthof leitete. Walther Arndt besuchte die Volksschule und das Realgymnasium seiner Geburtsstadt. Der Tod der Mutter an Arndts Geburtstag 1905 führte zu einer noch innigeren Bindung an seinen Vater und seine um fünf Jahre jüngere Schwester. Ab 1909 studierte er an der Universität Breslau Medizin und Naturwissenschaften. Schon während des Studiums wurde er von verschiedenen Gesellschaften eingeladen, an den unterschiedlichsten Expeditionen teilzunehmen. Auf diese Weise erforschte Arndt die Hohen Tauern, Korsika und Norwegen.
Am 18. August 1914 bestand er die medizinische Prüfung und erhielt kurz darauf seine Approbation. Als Kriegsfreiwilliger und Feldunterarzt nahm er am Ersten Weltkrieg teil und wurde an die Ostfront versetzt. Nach kaum zwei Monaten geriet er in Ostpreußen in russische Kriegsgefangenschaft und wurde nach Sibirien gebracht. Dort erlernte er die russische Sprache, studierte Land und Leute sowie die jagdlichen Verhältnisse und übernahm die ärztliche Betreuung deutscher Kriegsgefangener beim Bau der Atschinsk-Minussinsker Eisenbahn. Später kam er nach Spasskoje und Chabarowsk. 1917 kehrte Arndt nach Deutschland zurück. Anfang Mai 1918 ging er als Mitglied der Kriegsgefangenenfürsorge erneut nach Russland. Da er damit rechnete, erneut festgenommen zu werden, deckte er sich vorsorglich mit wissenschaftlicher Literatur und zoologischem Sammelgerät ein. Er geriet tatsächlich erneut in russische Gefangenschaft und kehrte erst im August 1919 über Umwege nach Deutschland zurück. Seine für ihn auch wissenschaftlich äußerst interessante Reise in die Heimat führte über Wladiwostok, Japan, die Philippinen, San Francisco, New York und Schweden.
1919 wurde Arndt zum Dr. med. und im darauf folgenden Jahr zum Dr. phil. promoviert. 1920 berief man ihn für ein Jahr zum Volontär des Zoologischen Instituts und Museums der Universität Breslau. Dort veröffentlichte er seine ersten Forschungsergebnisse. 1921 folgte er seinem Lehrer Willy Kükenthal als Assistent an das Zoologische Museum der Friedrich-Wilhelms-Universität in Berlin. 1923 war er maßgeblich an groß angelegten hydrochemischen Untersuchungen an der Nordsee beteiligt. In Berlin avancierte er 1925 zum Kustos und 1931 zum Titularprofessor. Ab 1926 fungierte Arndt als Herausgeber der Fauna Arctica. 1938 berief man ihn in die Internationale Zoologische Nomenklatur-Kommission.
Seiner Schwester und seinem Vater, der 1928 nach Berlin übersiedelte, war er stets eng verbunden. Die Schwester betreute während seiner Studienzeit sein Formicarium und seine etwa 120 lebenden Wirbeltiere, wobei sie auch Messungen nach seinen Anweisungen durchführte. Der Vater half ihm von 1928 bis zu seinem Tod 1943 in Berlin bei der zeitraubenden Vorbereitung zu einigen Veröffentlichungen.
Wegen kritischer Äußerungen über den Nationalsozialismus wurde Arndt 1943 denunziert: zum einen vom Ehepaar Siegfried und Hanneliese Mehlhausen (eine Jugendfreundin und enge Freundin der Schwester Arndts) und zum anderen von seinem Kollegen Wolfgang Stichel (Zoologe, Spezialist für Wanzen). Trotz mehrerer Gnadengesuche von Kollegen, unter anderen von Hanns von Lengerken, Ferdinand Sauerbruch, Oskar Heinroth, Katharina Heinroth, Franz Ruttner und Hans Hass, wurde Arndt am 11. Mai 1944 vom Volksgerichtshof zum Tode verurteilt und am 26. Juni im Zuchthaus Brandenburg-Görden im Alter von 53 Jahren hingerichtet. Nach Angaben des Medizinprofessors und Historikers Andreas Winkelmann wurde Arndts Leiche von Hermann Stieve seziert. Seine Urne wurde am Rande des Friedhofs von Berlin-Marzahn vergraben und bei Kriegsende geborgen. Sie wurde zunächst in Berlin-Wilhelmshagen beigesetzt und später von seiner Schwester, Ilse Habernoll, nach Bonn überführt und auf dem Südfriedhof bestattet.
Das Schwurgericht Moabit verurteilte die Eheleute Mehlhausen sowie Stichel am 22. September 1949 zu 15, 12 bzw. 8 Jahren Zuchthaus. 1950 nahm die Deutsche Zoologische Gesellschaft Walther Arndt als ewiges Mitglied auf und bestimmte, dass sein Name in allen Mitgliederlisten als erster geführt wird.
Nach ihm ist der Walther-Arndt-Preis benannt.

## Wissenschaftliche Leistungen
Walther Arndt war insbesondere bekannt für seine Forschungen an Schwämmen und zur Hydrobiologie. Außerdem ist seine Arbeit als Museologe und Herausgeber bemerkenswert. Ein Haupt-Interesse Arndts war die möglichst genaue Feststellung der Zahl der Arten in den Ordnungen, Klassen usw. der Tiere.

## Wissenschaftliche Publikationen
- Die Spongilidenfauna Europas. Arch. f. Hydrobiol. 17 (1926) S. 337–365.
- Porifera (Schwämme), Spongien. In: Friedrich Dahl (Hrsgb.): Die Tierwelt Deutschlands. Jena 1928.
- Die biologischen Beziehungen zwischen Schwämmen und Krebsen. Mitt. Zool. Mus. Berlin 19 (1933) S. 221–305.
- Die Rohstoffe des Tierreichs (Hrsg. F. Pax & W. Arndt). Berlin 1928–1940.

## Belege
1. ↑  https://www.diegeschichteberlins.de/geschichteberlins/persoenlichkeiten/persoenlichkeiteag/434-arndt.html
2. ↑  Armin Geus, Hans Querner: Deutsche Zoologische Gesellschaft 1890-1990. Dokumentation und Geschichte. Gustav Fischer, Stuttgart 1990, ISBN 3-437-30648-0.
3. ↑  The Nazi Anatomists Emily Bazelon auf www.slate.com (abgerufen am 27. April 2022)
4. ↑  Martin Eisentraut: Vom Leben und Sterben des Zoologen Walther Arndt - ein Zeitdokument aus Deutschlands schwärzesten Tagen. In: Sitzungsberichte der Gesellschaft Naturforschender Freunde zu Berlin (N.F.). Band 26, 1986, S. 161–187.
5. ↑  Ferdinand Pax: Walther Arndt - ein Leben für die Wissenschaft. In: Hydrobiologia. 4 (3), 1952, 302-315.
6. ↑  Stefan Botor: Das Berliner Sühneverfahren - Die letzte Phase der Entnazifizierung. Peter Lang, Frankfurt am Main 2006, ISBN 3-631-54574-6.

| Personendaten    | Personendaten                   |
| ---------------- | ------------------------------- |
| NAME             | Arndt, Walther                  |
| ALTERNATIVNAMEN  | Arndt, Walter                   |
| KURZBESCHREIBUNG | deutscher Zoologe und Mediziner |
| GEBURTSDATUM     | 8. Januar 1891                  |
| GEBURTSORT       | Landeshut, Schlesien            |
| STERBEDATUM      | 26. Juni 1944                   |
| STERBEORT        | Brandenburg                     |